# Телематик Интерактив България
„Телематик Интерактив България“ АД е първата българска компания от игралната индустрия, която е листната на Българската фондова борса. Акциите на дружеството се търгуват на Българската фондова борса от март 2022 г.
Бизнесът на компанията е в сферата на онлайн игралната индустрия. През 2019 – 2021 година тя бързо разраства дейността си, планирайки приходи от 78 млн. лева и нетна печалба от 20 млн. лева, поради което акционерите ѝ решават да увеличат капитала, черзе предлагане на акции на фондовата борса в началото на 2022 година.
„Телематик интерактив България“ развива две бизнес направления – B2B с дъщерното дружество „Си Ти Интерактив“ и B2C с бранда Palms Bet. Palms Bet има собствена платформа и продуктова гама. Компанията, ориентирана към бизнес партньори – CT Interactive, предлага онлайн съдържание в регулираните пазари на няколко страни, а продуктите ѝ са достъпни на над 800 сайта по целия свят.

## История
Компанията е създадена през 2014 г. в България и към 2022 година има лиценз за дейност като онлайн казино и за онлайн залагания върху резултати от спортни състезания и надбягвания с коне и кучета. Крайни собственици на мажоритарния акционер в „Телематик интерактив България“ АД са Мило Борисов и Роси Маккий, които участват и в други предприятия в хазартния бизнес, включително казино в софийски хотел в съдружие с германската компания Merkur Casino GmbH.
Първоначално основната дейност на „Телематик интерактив“ се развива в България, където оперира под търговската марка „Palms Bet“. Чрез дъщерната си компания „Си Ти Интерактив“ предлага онлайн съдържание, свъзразано с хазарта, и на други оператори в различни страни.

## Каузи
Компанията спонсорира ПФК Левски, Българската федерация по художествена гимнастика (включително националния отбор – ансамбъла за жени и няколко конкретни състезателки и треньорки) индивидуални спортисти, подпомага на културата и млади музикални таланти.
Телематик Интерактив България АД подкрепя и кампанията „Отговорна игра“ в хазарта, като използва за насърчаване статуса си на една от най-големите онлайн платформи в страната.

## Лицензи
За да извършва своята дейност, Телематик Интерактив България АД притежава лицензи за организиране на хазартни игри онлайн. Компанията подлежи на регулация от Държавната комисия по хазарта и разполага с лиценз съгласно Закона за хазарта в България, който включва:
- Удостоверение за лиценз №:000030 – 1741/21.02.2022 г. за организиране на игри в игрално казино, издаден с Решение No:000030 – 1068/03.02.2022 г. от Националната агенция за приходите;[19]
- Лиценз № 000030 – 4566/27.09.2021 г. за организиране на залагания върху резултати от спортни състезания и надбягвания с коне и кучета, издаден с Решение № 000030 – 4226/09.09.2021 г. от Националната агенция за приходите.[20]